# Secondo sale
Con secondo sale, o secondosale, s'intende un determinato grado di stagionatura del formaggio pecorino, ma il termine indica anche un formaggio pecorino tipico siciliano. La dizione "secondo sale" è usata soprattutto nell'Italia meridionale mentre in Sicilia è una denominazione che è stata inserita nella lista dei prodotti agroalimentari tradizionali italiani (P.A.T) del Ministero delle politiche agricole alimentari e forestali (Mipaaf), essendo stato riconosciuto come prodotto tipico siciliano.

## Caratteristiche
Il pecorino secondo sale è un formaggio semi-stagionato di latte di pecora a pasta filata dall'odore penetrante e dal sapore salato. La produzione tradizionale di questo formaggio è antica e testimonianze storiche si riscontrano già in Omero nell'Odissea e in Plinio nella sua Naturalis Historia. Il secondo sale è di forma cilindrica con un peso intorno ai quattro chili.

## Gradi di stagionatura del pecorino[4]
Il pecorino può essere consumato in uno dei suoi tre gradi di stagionatura, che sono:
- Tuma
- Primosale
- Secondosale (semistagionato)
- Pecorino stagionato

La differenza fra le quattro dizioni sta essenzialmente nel tempo di stagionatura e nella salatura.
Il prodotto della caseificazione del latte pecorino senza alcuna salatura è la tuma, e va consumato entro una o due settimane.

Se invece si sottopone la tuma subito a salatura, si ottiene, dopo circa un mese, il primosale.

Continuando la stagionatura e la salatura del primosale per almeno quattro mesi si ottiene il secondosale o pecorino semi-stagionato.

Periodi di stagionatura più lunghi portano al pecorino stagionato.